# Wolterstorffina chirioi
Wolterstorffina chirioi es una especie de anfibios de la familia Bufonidae. Es endémica de Camerún. Se encuentra en peligro crítico de extinción debido a la pérdida de su hábitat natural.